# 徐官
徐官（1479年—？），字伯賢，號南州，浙江紹興府蕭山縣人，匠籍，明朝政治人物。

## 生平
浙江鄉試第四十二名舉人。正德十二年（1517年）中式丁丑科會試第三百十二名，登第三甲第二百零五名進士。都察院观政，授武进县知县，起复臨城知县，升刑部主事，历员外、郎中，謫长芦運判，復升江西广信府同知，遷广西按察司佥事。

## 家族
曾祖徐原善；祖父徐鼎寧，封刑部主事；父徐洪，曾任刑部員外郎。母王氏（封安人）。慈侍下。弟徐守（癸酉举人、贡士、官潮州府同知）。